# 埃蘭 (北桑坦德省)
埃蘭是哥倫比亞的城鎮，位於該國東北部，由北桑坦德省負責管轄，距離首府庫庫塔87公里，始建於1860年11月6日，面積108平方公里，海拔高度1,912米，2005年人口4,446。

## 外部連結
- （西班牙文） Government of Norte de Santander - Herrán

7°31′N 72°29′W / 7.517°N 72.483°W